# Peter Arntz
Peter Arntz (Leuth, 5 de fevereiro de 1953) é um ex-futebolista neerlandês, que atuava como meia.

## Carreira
Peter Arntz fez parte do elenco da Seleção Neerlandesa de Futebol que disputou a Eurocopa de 1976.

## Ligações Externas
- Perfil em FIFA.com (em inglês)